# Nickel Centre
 (avril 2018).
Si vous disposez d'ouvrages ou d'articles de référence ou si vous connaissez des sites web de qualité traitant du thème abordé ici, merci de compléter l'article en donnant les références utiles à sa vérifiabilité et en les liant à la section « Notes et références ».
Nickel Centre est une ancienne ville de l'Ontario au Canada qui a existé de 1973 à 2000.
Elle est l'une des banlieues issues de la création de la Municipalité Régionale de Sudbury. Le 1er janvier 2001, la ville et la Municipalité régionale ont été dissoutes et ont fusionné avec la ville du Grand Sudbury. La ville est  maintenant divisée entre les Ward 7 et 9 du Grand Sudbury, le Conseil de la Ville, et est représentée par les conseillers Mike Jakubo et Deb McIntosh.
Dans le recensement du Canada de 2011, le corridor Garson-Falconbridge à l'intérieur de Nickel Centre a été compté comme faisant partie du centre de population (ou zone urbaine) de Sudbury, tandis que les secteurs de recensement correspondant aux anciennes limites de Nickel Centre avaient une population de 13 232. Dans le recensement du Canada de 2016, les limites de la région de la zone urbaine de Sudbury ont été révisées afin de conserver Garson et d'exclure Falconbridge, tandis qu'un nouveau centre de population a été ajouté pour Coniston.

## Communautés

### Coniston
Coniston faisait partie du Canton de Neelon, qui a été constitué en mars 1905. Coniston a par la suite été constitué en vertu des dispositions de la Loi sur les municipalités par la Commission des affaires Municipales de l'Ontario A4741 le 1er janvier 1934, et le resta jusqu'à la création du gouvernement régional. Avant son annexion par Nickel Centre, les maires de Coniston furent : Edgar Taylor Austin (1934-46), Roy Mouchard (1947-52), Walter Kilimnik (1953-57), William Evershed (1958-59), Maurice Beauchemin (1960-62) et Mike Solski (1963-72). Solski, le dernier maire que Coniston a connu en tant que ville indépendante, a remporté l'élection à la mairie de la ville fusionnée de Nickel Centre en 1972.
On trouve parmi les résidents célèbres de Coniston de nombreux grands joueurs de hockey, dont Neal Martin, Noel Prix, Toe Blake, Jim Fox, Leo Lafrance et Andy Barbe. Coniston comprend également le petit quartier d'Austin, qui est également connu en tant que Vieux Coniston. Cette zone est frontalière de la Route 17 et elle abrite un stade de baseball. Le stade de baseball a été abandonné et mis hors service avant l'an 2000, lorsque Coniston est devenu une partie du Grand Sudbury.

### Falconbridge

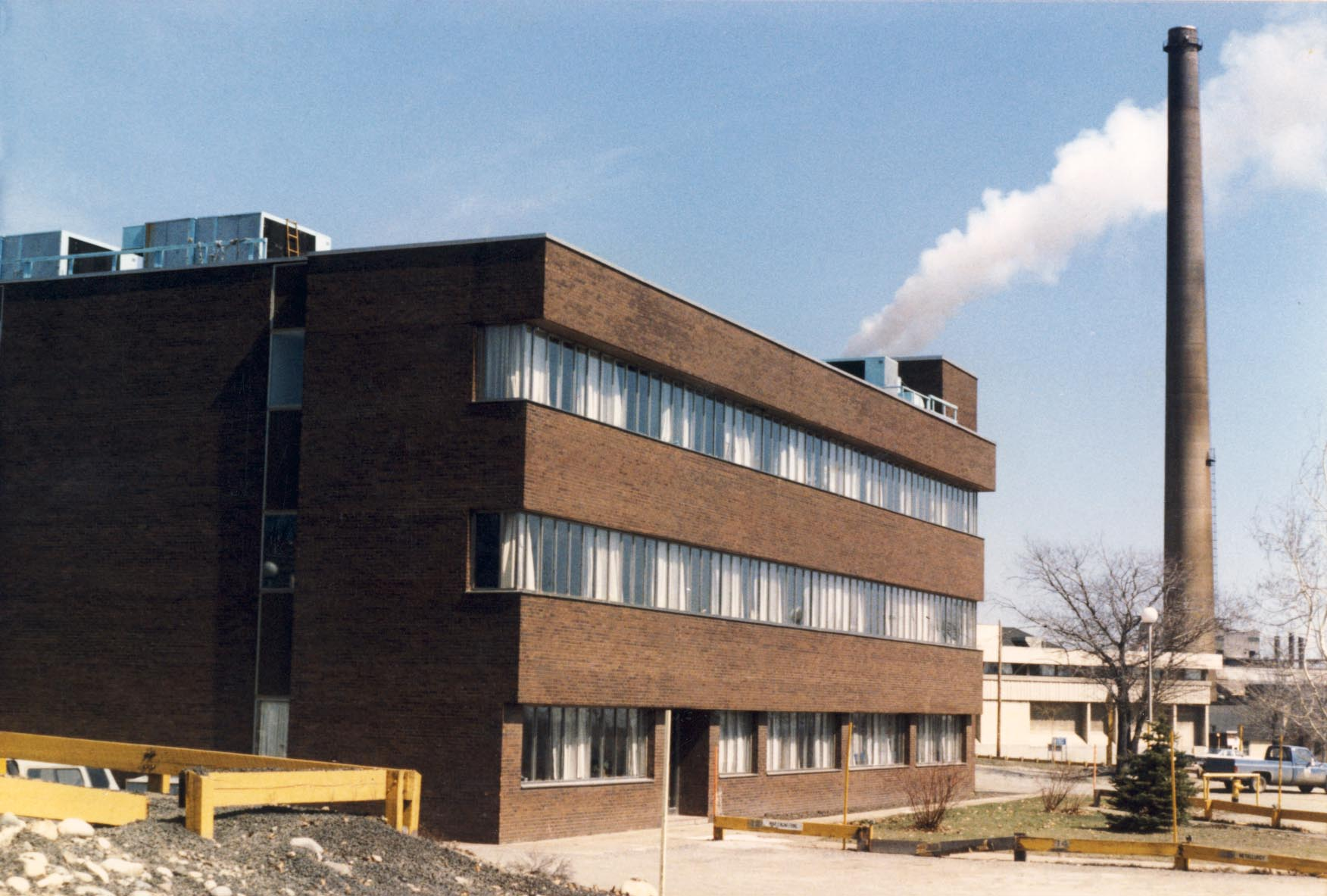
L'Edison bâtiment, construit par Falconbridge Ltd. en 1969, ici photographié en 1985

Le canton géographique de Falconbridge a été nommé dans les années 1880 en l'honneur de William Glenholm Falconbridge, un juge de la Haute Cour de l'Ontario. L'origine du peuplement dans le canton était un petit camp de bûcherons.
Un important gisement de minerai a été découvert en 1902 par Thomas Edison près de ce qui est maintenant le parc du Centenaire de Falconbridge. La société de minerai Edison n'a pas réussi à établir une exploitation minière, et a abandonné ses droits à l'extraction en 1903. Les droits sont revenus à des terres de la Couronne jusqu'à ce que l'entreprise de forage Longyear les rachète en 1911. Longyear par la suite fusionné avec d'autres petites entreprises minières dans la zone pour former la base de ce qui allait devenir Falconbridge Ltd., quoique les activités d'exploitation minière dans la communauté n'aient pas commencé avant 1928, lorsque Thayer Lindsley a acheté la société pour 2 500 000 $ et finalement creusé le premier puits de mine de l'année suivante.
Falconbridge Ltd. fit construire l'Immeuble Edison, en 1969, qui lui servit de siège social. Falconbridge Ltd. a été repris par la compagnie minière Suisse Xstrata en 2006. En 2007, Xstrata a fait don de l'Immeuble Edison à la ville pour servir la nouvelle maison des archives municipales.
Falconbridge a été incorporé comme une ville en 1957. Le premier et seul maire de la ville, John Franklin, servit jusqu'à la création de Nickel Centre en 1973.
Un incident visuel et radar UFO s'est produit dans la communauté le 11 novembre 1975, déclaré plus tard dans un communiqué de presse par le NORAD. L'objet a été repéré sur le radar de la SFC Falconbridge et été visible par jumelles, et on a estimé qu'il était une sphère de 100 pieds de diamètre avec des cratères. Sept agents de la Police Provinciale de l'Ontario ont également été témoin de l'OVNI. Des hypothèses données pour expliquer les observations incluent Vénus, les nuages, et/ou des ballons météorologiques.

### Garson

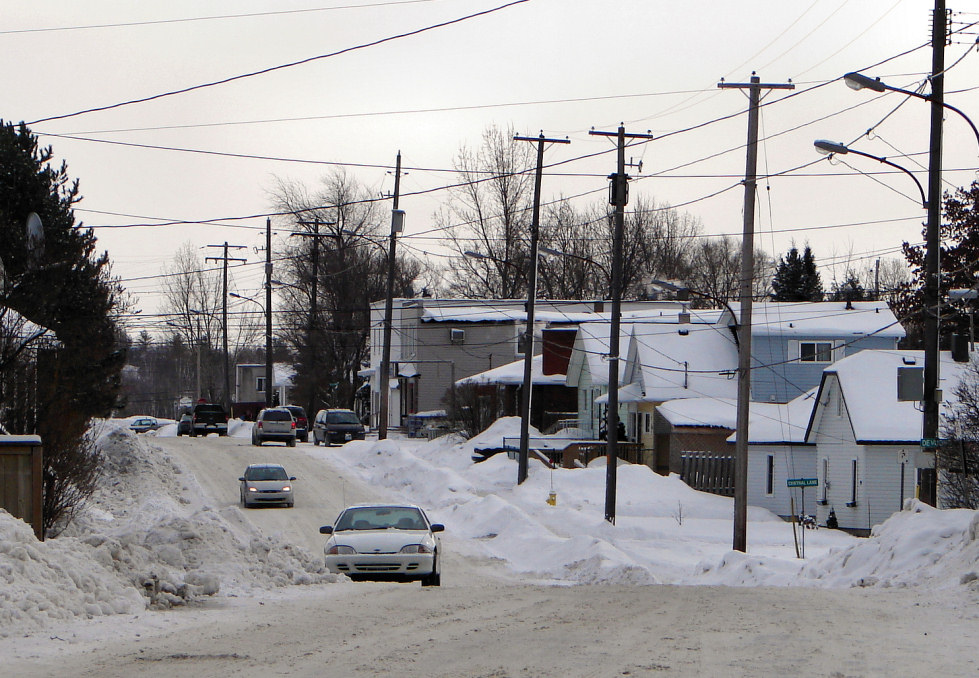
La rue Birch, Garson

La communauté est nommée d'après le canton géographique de Garson, nommé par le Gouvernement de l'Ontario dans les années 1880 pour William Garson, qui a représenté Lincoln dans l'Assemblée Législative de l'Ontario à partir de 1886 à 1890.
La région a d'abord été développée en 1888 en tant que camp de bûcherons, par l'entreprise de bois d'œuvre Hollande et Emery  de East Tawas, Michigan. Cette même année l'entreprise construisit une voie étroite de chemin de fer depuis Wahnapitae, et établit ses principales opérations au Siège du Lac, près de la ville de Garson. Les troncs de cette zone étaient transportés jusqu'à la rivière Wanapitei, et conduits au lac Huron. Finalement, cette piste a été étendue au nord dans Capreol Canton.
La Canadian Northern Railway, traversa Garson en 1908.
La mine de Garson, qui est maintenant détenue par Vale Inco, a d'abord été développée en 1911 par la Société Mond Nickel. La mine Kirwood, aujourd'hui épuisée, était également située dans Garson.

### Skead

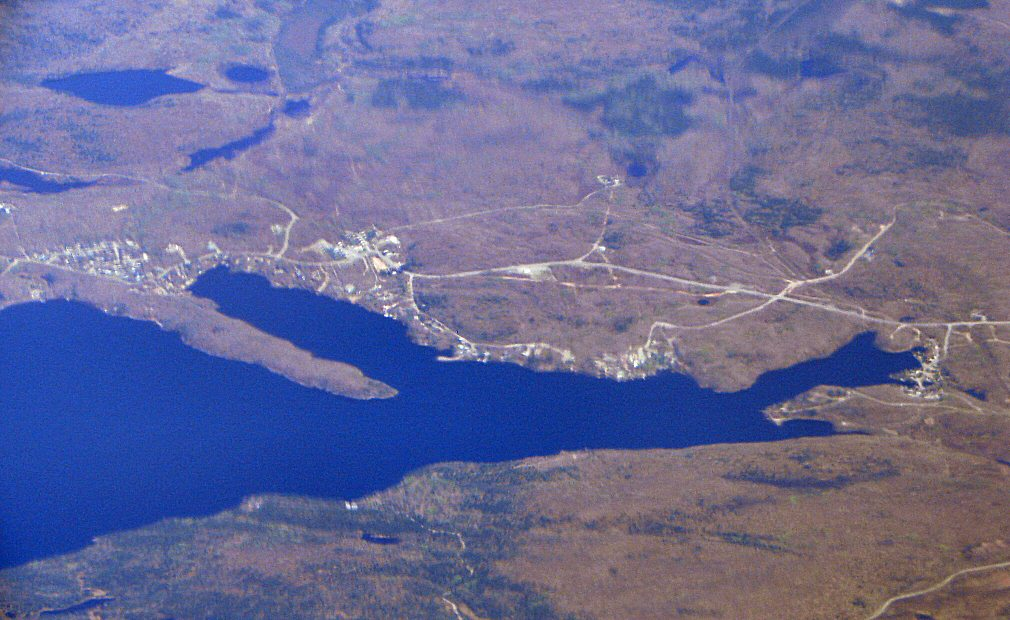
Vue aérienne de Skead (en haut) avec Boland la Baie à droite

Skead est situé à environ 25 kilomètres au nord-est du centre-ville de Sudbury, et situé sur la rive sud du lac Wanapitei. Lieu d'habitation de plus de 600  résidents, la communauté de Skead a été établie vers 1921 autour de la scierie, lorsque la Spanish River Lumber Company déménagea depuis son site originel près de l'embouchure de la rivière Spanish. Il a été nommé par le cabinet du directeur général W. J. Bell, en l'honneur de son défunt beau-père, le sénateur canadien James Skead.

#### Boland s Bay
Les adresses et indicatifs de téléphone de Skead comprennent également le plus petit quartier de Boland s Bay (46° 39′ 11″ N, 80° 45′ 59″ O), une communauté rurale dispersée et non constituée en localité, sur la baie éponyme, à la pointe sud-ouest du lac Wanapitei. La communauté était connue sous le nom de Bowlands de la Baie et de la baie sous le nom de Bowland de la Baie jusqu'en 1975, lorsque les orthographes actuelles ont été adoptées. Cependant, l'ancienne orthographe continue d'exister sur la rue Route Bowlands de la Baie.

### Wahnapitae
La communauté tire son nom de la rivière Wanapitei, qui coule au travers de Wahnapitae, et dont le nom lui-même provient du mot ojibwé waanabidebiing, qui signifie « eau [en forme] de dent concave » et décrit la forme du lac Wanapitei. L'orthographe correcte de la communauté du nom ne doit pas être confondue avec l'orthographe correcte pour les masses d'eau.
L'établissement de Wahnapitae est situé à l'ouest de Sudbury, le long de la Route 17. Il a été la première communauté installé dans Nickel Centre et était censé être la principale communauté dans le district de Sudbury, car il était situé le long d'un cours d'eau. À l'origine, on pensait que Sudbury serait juste un petit village dans la région, mais avec la découverte de minerai et un changement de l'activité économique du travail bois vers celui des mines, Sudbury est devenu le point focal de l'arrondissement et Wahnapitae a été relégué à un rôle moins important.
Dans les débuts d'existence de la ville, l'exploitation forestière était la principale industrie de la région. Beaucoup de compagnies forestières mirent en place leurs opérations le long de la rivière Wanapitei, et la rivière elle-même a été utilisée pour envoyer le bois coupé vers le Sud de l'Ontario pour y être traité. Les travailleurs et leurs familles, ainsi que divers entrepreneurs, ont établi une communauté le long de la berge de la rivière qui a fini par être connue comme Wahnapitae. À son apogée, Wahnapitae était une grande communauté qui se vantait de posséder un certain nombre de banques, de magasins, de magasins de vêtements, les hôtels et les diverses autres entreprises. Elle possédait également sa propre école séparée (Saint-Pierre) et sa propre école publique (École Publique de Wahnapitae) et a même eu un château d'eau et une station de train (elle était située le long de la ligne principale est-ouest du chemin de fer Canadien Pacifique).
Alors que le nombre d'arbres viables pour la récolte diminuaient et que l'exploitation minière commençait à prendre forme, la communauté de Wahnapitae perdit de son élan. Soudain, les gens ont choisi de s'installer dans d'autres villes minières plutôt qu'à Wahnapitae et finalement la ville fut réduite à n'être plus que l'ombre de son ancienne gloire. Wahnapitae demeura un canton non organisé jusqu'à la fusion de la Municipalité Régionale de Sudbury, en 1973 ; et en 2001, elle devint une partie de la Ville du Grand Sudbury. La ville qui avait commencé comme établissement agricole et forestier est aujourd'hui principalement un quartier résidentiel.
La communauté ne doit pas être confondue avec la Première Nation de Wahnapitae.

## Ville fantôme

### Happy Valley
La ville fantôme de Happy Valley, à l'origine connue sous le nom de Spruce Valley (vallée des épinettes), fut d'abord habitée en 1906 par les travailleurs de la mine des environs, à Garson. Ne voulant pas vivre dans un état de dépendance dans la ville de compagnie, ils ont construit cette petite ville d'humbles cabanes et de rues étroites. En 1930, la mine de Garson ferma, et les travailleurs furent transférés dans les mines de Falconbridge.
Toutefois, en raison des inversions de température, la fonderie à Falconbridge créa de graves problèmes de pollution dans Happy Valley, car de fortes émissions de soufre provenant de la fonderie se retrouvaient piégées dans la vallée. Pendant des années, les travailleurs soupçonnèrent d'avoir été empoisonnés par la pollution, et ces craintes furent confirmées dans les années 1960 et 1970, alors que la société devenait plus sensible aux questions d'écologie. Pendant plusieurs années, la communauté a tenté de conclure un accord avec Falconbridge, afin que la fonderie ne fonctionne pas les jours où le vent du nord soufflait. Finalement, la société a tout simplement acheté la ville, qui a été entièrement abandonnée à la fin des années 1960. Aujourd'hui, la vallée reste désertique et morte à cause de la pollution.

## Transport
L'aéroport du Grand Sudbury, la ville principale de l'aéroport, est situé dans le Nickel Centre environ à mi-chemin entre Falconbridge et Skead, bien que son adresse postale officielle est dans Garson.
L'autoroute 17, la route principale de l'autoroute Trans-Canada, passe à travers Coniston et Wahnapitae. Le segment d'autoroute dans la zone de Walden, est prévu pour être étendu vers Nickel Centre et vers Markstay, le long de la rocade sud-est sud-ouest existante, et de là, sur un nouvel alignement au-delà de Coniston et de Wahnapitae.